# Globale Energiekrise 2021–2023

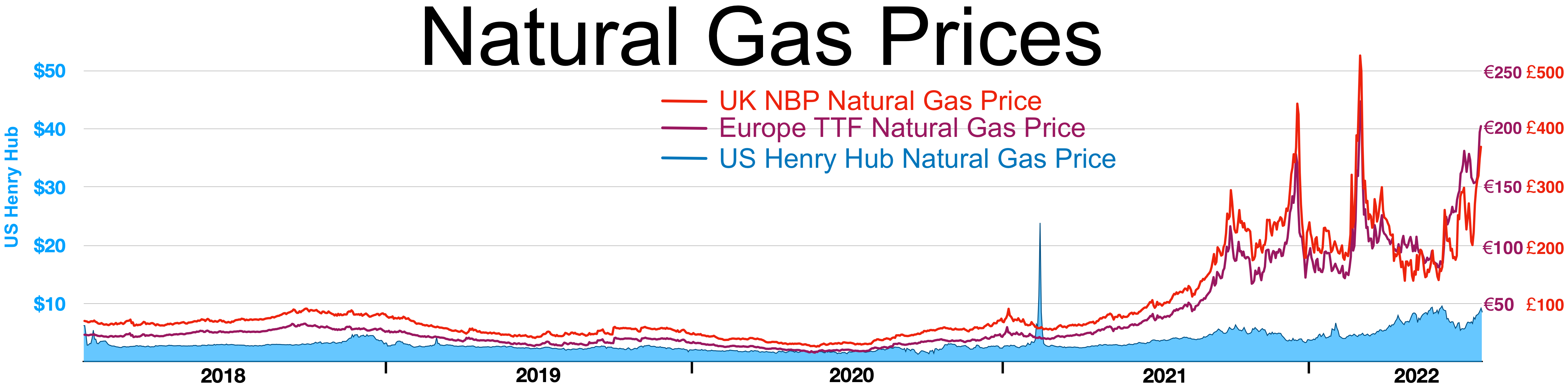
Erdgaspreise in Europa und den Vereinigten Staaten, 2018-Juli 2022

Die globale Energiekrise 2021–2023 begann nach der COVID-19-Pandemie im Jahr 2021, als große Teile der Welt mit Engpässen und steigenden Preisen auf den Öl-, Gas- und Strommärkten konfrontiert waren. Die Krise wurde durch eine Reihe wirtschaftlicher Faktoren ausgelöst, darunter die rasche wirtschaftliche Erholung nach der Pandemie, die das Energieangebot überstieg, und eskalierte nach dem russischen Überfall auf die Ukraine zu einer globalen Energiekrise. Die Erdgaspreise erreichten Rekordhöhen, und infolgedessen auch die Strompreise in einigen Märkten. Die Ölpreise erreichten den höchsten Stand seit 2008.
Höhere Energiepreise trieben Familien in die Armut, zwangen einige Fabriken, ihre Produktion zu drosseln oder sogar zu schließen, und verlangsamten das Wirtschaftswachstum.  Europas Gasversorgung war aufgrund seiner historischen Abhängigkeit von Russland besonders gefährdet, während viele Schwellenländer mit höheren Energieimportrechnungen und Brennstoffknappheit zu kämpfen hatten.

## Ursachen

### Langsame Erholung der Versorgung nach der Pandemie
Die COVID-19-Pandemie in den Jahren 2019–2020 führte zu einem raschen Rückgang der Energienachfrage und einer entsprechenden Verringerung der Ölproduktion, und trotz des Ölpreiskriegs zwischen Russland und Saudi-Arabien im Jahr 2020 reagierte die OPEC nur langsam auf die Nachfrageerholung unter der neuen Normalität, was zu einem Ungleichgewicht zwischen Angebot und Nachfrage führte. Die Krise der globalen Versorgungskette 2021–2022, die die Lieferung des geförderten Erdöls weiter belastete.
Als Europa versuchte, russisches Gas zu ersetzen, trieb es zudem die Preise für amerikanisches, australisches und katarisches Flüssigerdgas (LNG) in die Höhe und lenkte das Angebot von den traditionellen LNG-Kunden in Asien ab. Da Gas häufig den Preis bestimmt, zu dem Strom verkauft wird, stiegen auch die Strompreise in die Höhe. Sowohl die LNG-Produzenten als auch die Importeure beeilten sich, neue Infrastrukturen zu bauen, um die LNG-Export-/Importkapazitäten zu erhöhen, aber diese kostspieligen Projekte brauchen Jahre, bis sie in Betrieb gehen.

### Streit um Kohlehandel
Im Dezember 2020 blockierte China nach monatelangen Beschränkungen vollständig die Kohleeinfuhren aus Australien, der größten Importkohlequelle Chinas.

### Auswirkungen von Klimaanomalien auf erneuerbare Energien

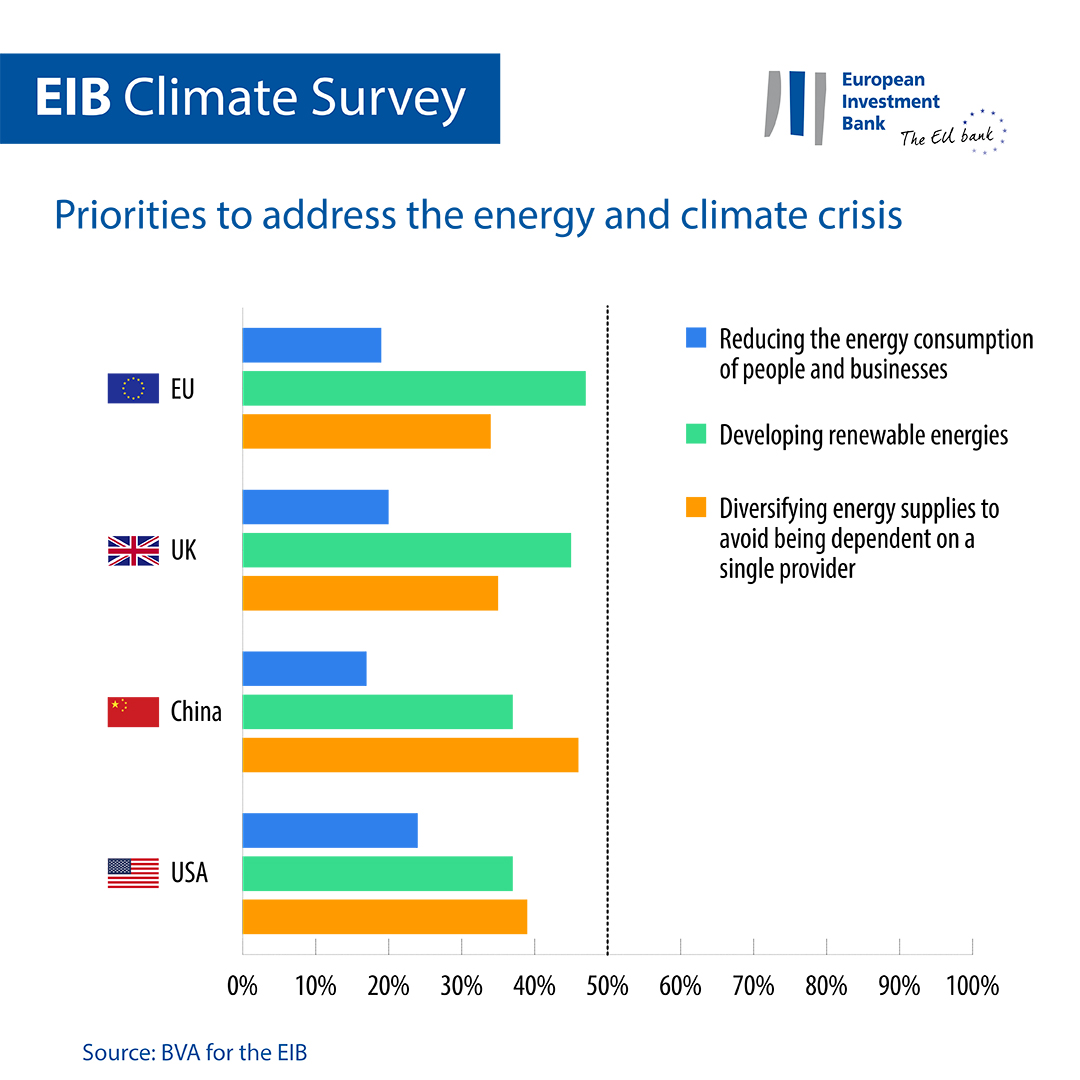
Prioritäten der Befragten einer EU-Umfrage zur Bewältigung der Energie- und Klimakrise in der EU, im Vereinigten Königreich, in China und in den Vereinigten Staaten.

Im Jahr 2021 bedrohte die schlimmste Dürre in Brasilien seit fast einem Jahrhundert die Stromversorgung des Landes. Brasilien bezieht zwei Drittel seines Stroms aus Wasserkraft.
Euractiv berichtete, dass der EU-Kommissar für Klimapolitik, Frans Timmermans, vor dem Europäischen Parlament in Straßburg erklärte, dass „etwa ein Fünftel“ des Energiepreisanstiegs „auf die steigenden CO2-Preise auf dem EU-Kohlenstoffmarkt zurückgeführt werden kann“.
Im Jahr 2022 hatte der trockenste Sommer in Europa seit 500 Jahren schwerwiegende Folgen für die Wasserkrafterzeugung und die Kühlsysteme der Kraftwerke. Nach Angaben der New York Times hat die Dürre „die Wasserkraft in Norwegen reduziert, Atomreaktoren in Frankreich bedroht und den Kohletransport in Deutschland behindert“. Rekorddürren in China und Kalifornien bedrohten auch die Stromerzeugung aus Wasserkraft.

### Russische Invasion in der Ukraine
Russland ist ein führender Produzent und Exporteur von Öl und Gas. Im Jahr 2020 war es hinter den Vereinigten Staaten und Saudi-Arabien der drittgrößte Ölproduzent der Welt, wobei 60 % der Ölexporte nach Europa gingen. Russland ist nach den Vereinigten Staaten traditionell der zweitgrößte Erdgasproduzent der Welt, verfügt über die weltweit größten Gasreserven und ist der größte Gasexporteur der Welt. Im Jahr 2021 förderte das Land 762 Mrd. m³ Erdgas und exportierte etwa 210 Mrd. m³ über Pipelines.
Der russische Militäraufmarsch außerhalb der Ukraine und die anschließende Invasion bedrohten die Energieversorgung von Russland nach Europa. Die internationalen Sanktionen wurden nach der Annexion der Krim durch Russland im Jahr 2014 eingeführt und nach dem Einmarsch Russlands in die Ukraine im Februar 2022 verschärft; die Zertifizierung der neuen Nord-Stream-2-Pipeline wurde später ausgesetzt. Russland hatte sich bereits vor dem Einmarsch geweigert, die Ausfuhren nach Europa zu erhöhen, und reagierte auf die europäischen Sanktionen, indem es die Gaslieferungen nach Deutschland über die Nord-Stream-1-Pipeline reduzierte, und sie Anfang September vollständig einstellte, obwohl die Pipelines weiterhin Erdgas enthielten. Ende September führte die gezielte Sprengung von Nordstream I & II dazu, dass drei der vier Pipelinestränge nicht mehr funktionierten. Beamte der Europäischen Union und der NATO erklärten, die Lecks seien durch Sabotage verursacht worden, nannten aber keine verantwortliche Partei. Die Verursacher der Sprengung sind auch ein Jahr danach weiterhin unbekannt. Andere Pipelines, wie z. B. die Druschba-Pipeline, blieben weitgehend in Betrieb.

### OPEC-Lieferbeschränkungen
Im Oktober 2022 drosselte die OPEC+ die Ölproduktion um zwei Millionen Barrel pro Tag. Die OPEC+ behauptete, sie wolle Preisschwankungen verhindern, obwohl einige Analysten glauben, dass das Ziel darin besteht, die Ölpreise zu erhöhen, die in den letzten Monaten gesunken waren. Das saudi-arabische Außenministerium erklärte, die Entscheidung der OPEC+ sei „rein wirtschaftlich“ und von allen Mitgliedern des Konglomerats einstimmig getroffen worden.

## Globale Auswirkungen

### Nahrungsmittelkrisen 2022

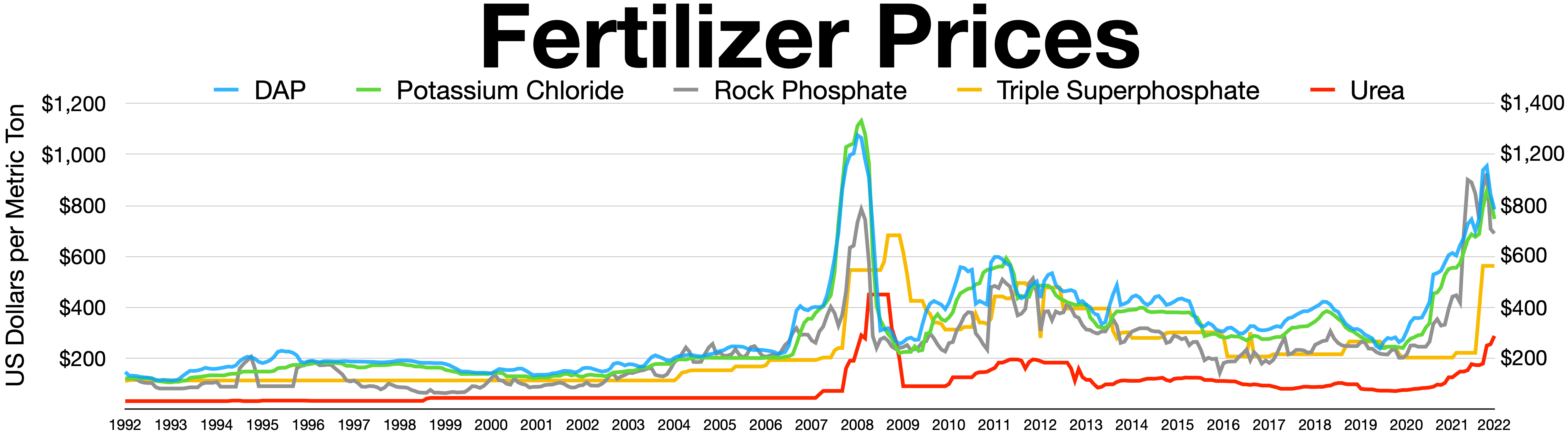
Düngemittelpreise 1992–2022. Die Welternährungskrise 2007–2008 fand statt, als die Düngemittelpreise in die Höhe schnellten.

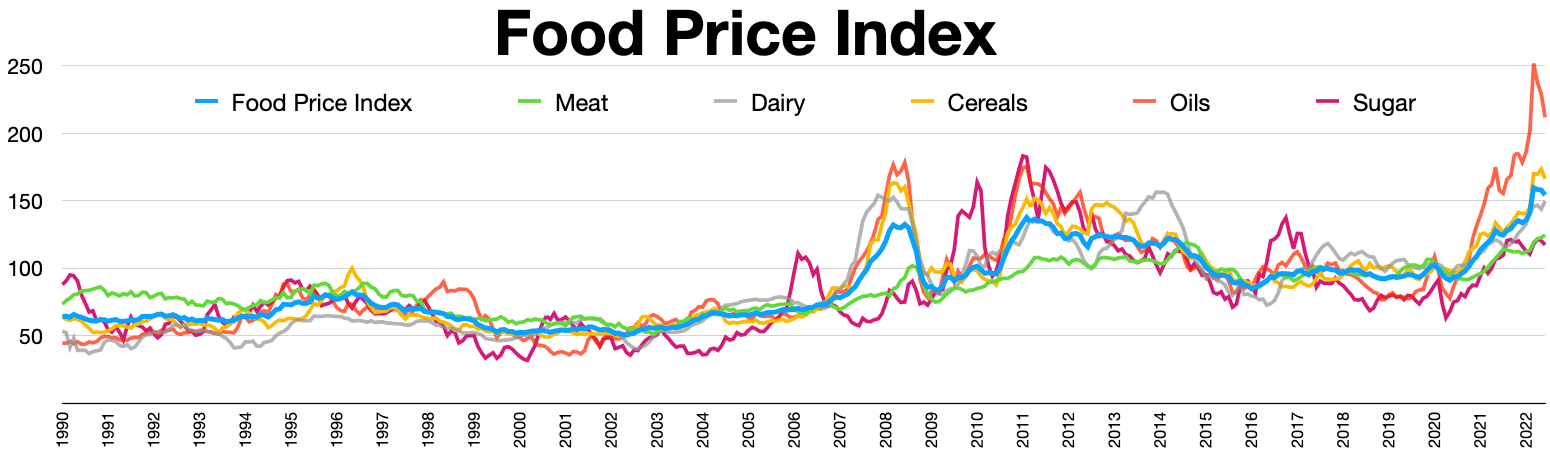
Lebensmittelpreisindex

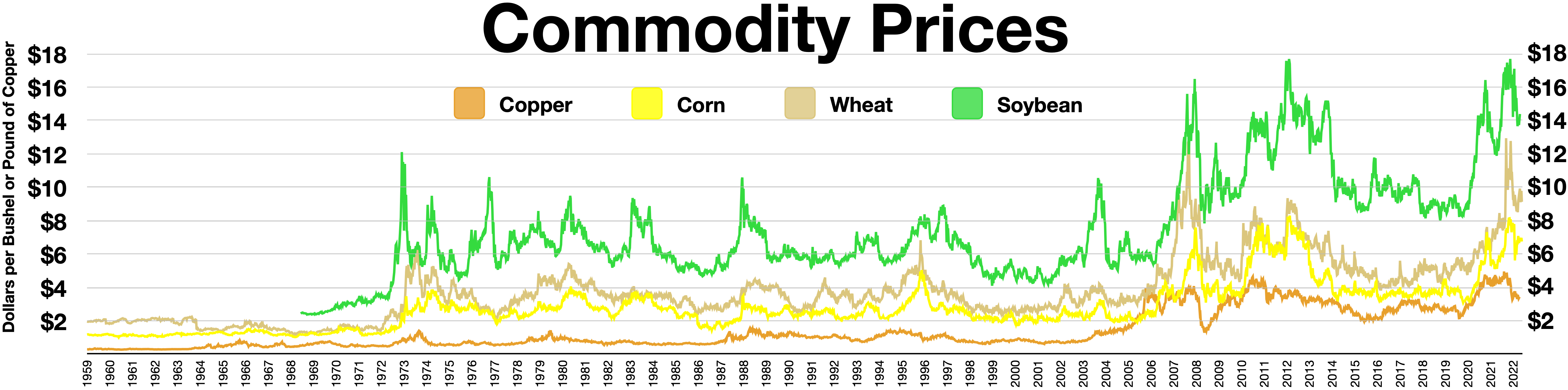
Rohstoffpreise

Die Lebensmittelpreise stiegen steil an, als die Covid-Sperren aufgehoben wurden, und stiegen nach dem Einmarsch Russlands in der Ukraine noch weiter an, wodurch Millionen von Menschen in Gefahr gerieten. Nach Angaben des Welternährungsprogramms hat sich die Zahl der Menschen, die von akuter Ernährungsunsicherheit betroffen sind, zwischen 2017 und 2021 mehr als verdreifacht und könnte bis 2022 um weitere 17 % auf 323 Millionen steigen. Auf beide Länder zusammen entfallen fast 30 % der weltweiten Weizenexporte, und sie spielen eine Schlüsselrolle bei der weltweiten Versorgung mit Düngemitteln. Russlands Blockade der Schwarzmeerhäfen hat die Ausfuhren von Lebensmitteln und anderen Rohstoffen aus der Ukraine unterbrochen, während der breit angelegte Militäreinsatz die Ernte 2022 gefährdet.
Erdgas ist eine wichtige Schlüsselkomponente bei der Herstellung von Düngemitteln. Die Entwicklung synthetischer Stickstoffdünger hat das Wachstum der Weltbevölkerung erheblich gefördert – Schätzungen zufolge wird derzeit fast die Hälfte der Weltbevölkerung durch den Einsatz synthetischer Stickstoffdünger ernährt.
Steigende Energiepreise treiben die Agrarkosten in die Höhe und tragen so zum weltweiten Anstieg der Lebensmittelpreise bei. In der Landwirtschaft und der Lebensmittelindustrie wird Energie für verschiedene Zwecke verwendet. Der direkte Energieverbrauch umfasst den Stromverbrauch für die automatische Bewässerung, den Kraftstoffverbrauch für landwirtschaftliche Maschinen und den Energiebedarf in verschiedenen Phasen der Lebensmittelverarbeitung, der Verpackung, des Transports und des Vertriebs. Der Einsatz von Pestiziden und Mineraldüngern führt zu großen Mengen an indirektem Energieverbrauch, da die Herstellung dieser Betriebsmittel sehr energieintensiv ist. Während der Anteil je nach Region sehr unterschiedlich ist – abhängig von Faktoren wie Wetterbedingungen und Kulturarten – können die direkten und nicht direkten Energiekosten in fortgeschrittenen Volkswirtschaften wie den USA 40 bis 50 % der gesamten variablen Kosten des Ackerbaus ausmachen. Höhere Energie- und Düngemittelpreise führen daher unweigerlich zu höheren Produktionskosten und letztlich auch zu höheren Lebensmittelpreisen.

### Energiewende
Neben dem Inflationsdruck hat diese Energiekrise auch den Einsatz von Kohle in der Energieerzeugung weltweit erhöht. Der Kohleverbrauch in Europa stieg 2021 um 14 % und wird 2022 voraussichtlich um weitere 7 % zunehmen. Steigende Erdgaspreise haben die Kohle auf vielen Märkten wettbewerbsfähiger gemacht, und einige Länder haben auf Kohle als Ersatz für eine mögliche Energierationierung im Winter 2022–2023 zurückgegriffen. Da die Nachfrage nach Kohle in Asien und anderswo steigt, wird der weltweite Kohleverbrauch 2022 erstmals in der Geschichte um 1,2 % auf mehr als 8 Mrd. Tonnen ansteigen; Kohlekraftwerke wurden wieder in Betrieb genommen oder ihre Stilllegung wurde verschoben, und die Obergrenzen für die Kohleproduktion wurden aufgehoben. Die hohen Preise für fossile Brennstoffe infolge der russischen Invasion in der Ukraine im Jahr 2022 haben jedoch erneuerbare Energiequellen attraktiver gemacht, und eine Analyse des Economist vom Februar 2023 kam zu dem Schluss, dass die Invasion „den grünen Übergang um erstaunliche fünf bis zehn Jahre beschleunigt hat“. In Europa und den USA sehen 41 % der energieintensiven Hersteller die grüne Transformation als Gefahr an, verglichen mit 31 % der Unternehmen in nicht-energieintensiven Branchen.

## Reaktionen

### 2021
Die Reaktion auf diese zunehmende Krise war die Rückkehr zu Kohle und anderen umweltschädlichen Energiequellen, die Subventionierung der Preise, die Senkung der Gassteuer oder sogar die Senkung des Preises für Kohlendioxidemissionen. Diese kurzfristigen Lösungen senken zwar die Stromrechnungen, gehen aber genau in die entgegengesetzte Richtung dessen, was notwendig ist, um den Temperaturanstieg um 1,5 Grad zu verhindern, und erhöhen die Wahrscheinlichkeit einer Klimaapokalypse.
Die Europäer beeilten sich, die Gasimporte von Produzenten wie Algerien, Norwegen und Aserbaidschan zu erhöhen. Die EU-Mitglieder führten außerdem Verpflichtungen zur Gasspeicherung ein und einigten sich auf freiwillige Ziele zur Senkung der Gas- und Stromnachfrage um 15 % durch Effizienzmaßnahmen, den verstärkten Einsatz erneuerbarer Energien und die Förderung von Effizienzsteigerungen.
Die britische Regierung hat sich an Katar gewandt, um einen langfristigen Gasvertrag abzuschließen, der eine stabile Versorgung des Vereinigten Königreichs mit Flüssigerdgas (LNG) gewährleistet. Premierminister Boris Johnson bat Scheich Tamim bin Hamad Al Thani, den Emir von Katar, während eines Treffens bei der UN-Generalversammlung im September 2021 um Hilfe. Die EU setzte im Februar 2022 eine kartellrechtliche Untersuchung gegen QatarEnergy aus.
Im Oktober 2021 unterzeichnete der US-Produzent Venture Global LNG drei langfristige Lieferverträge mit dem chinesischen Staatsunternehmen Sinopec über die Lieferung von Flüssigerdgas. Chinas Importe von US-Erdgas werden sich damit mehr als verdoppeln.
Am 28. Oktober 2021 fielen die Erdgaspreise in Europa um mindestens 12 %, nachdem Gazprom angekündigt hatte, die Lieferungen nach Europa zu erhöhen, nachdem die russischen Inlandslagerstätten um den 8. November herum gefüllt waren. Norwegen hatte seine Gasproduktion erhöht, und auch die niedrigeren Kohlepreise in China trugen zur Senkung der Erdgaspreise bei.
Der ungarische Premierminister Viktor Orbán machte die Green-Deal-Pläne der Europäischen Kommission für einen rekordverdächtigen Anstieg der Energiepreise verantwortlich. Politico berichtete: "Trotz der Auswirkungen der hohen Energiepreise bestand [EU-Energiekommissar] Kadri Simson darauf, dass es keine Pläne gibt, vom Green Deal der EU abzurücken, der darauf abzielt, die EU bis 2050 klimaneutral zu machen." Auf dem COP26-Klimagipfel in Glasgow prangerte der tschechische Premierminister Babiš den europäischen Green Deal an, dass die Europäische Kommission "weiterhin gefährliche politische Maßnahmen vorschlägt, wie das Verbot von Verbrennungsmotoren im Jahr 2035 oder Kohlenstoffzertifikate für den Verkehr und individuelle Wohnungen. Durch unsachgemäße Gesetzgebung und Spekulationen ist der Preis für Emissionszertifikate außer Kontrolle geraten, was zu einem Anstieg der Stromkosten geführt hat.

Länder nach nachgewiesenen Erdgasreserven (2018), basierend auf Daten des CIA World Factbook. Der Iran verfügt nach Russland über die zweitgrößten Erdgasreserven der Welt.

Der nationale Sicherheitsberater von US-Präsident Joe Biden, Jake Sullivan, veröffentlichte eine Erklärung, in der er die OPEC+ aufforderte, die Ölproduktion zu erhöhen, um „frühere Produktionskürzungen, die die OPEC+ während der Pandemie auferlegt hat, bis weit ins Jahr 2022 auszugleichen“. Am 28. September 2021 traf Sullivan in Saudi-Arabien mit dem saudischen Kronprinzen Mohammed bin Salman zusammen, um über die hohen Ölpreise zu sprechen. Der Ölpreis lag im Oktober 2021 bei rund 80 US-Dollar und damit auf dem höchsten Stand seit 2014. Im Januar 2022 lieferten die Vereinigten Staaten 16 Milliarden Kubikmeter LNG nach Europa, im Februar 6 Milliarden.
Der iranische Ölminister Javad Owji sagte, wenn die von den USA verhängten Sanktionen gegen die iranische Öl- und Gasindustrie aufgehoben werden, werde der Iran über alle Möglichkeiten verfügen, die globale Energiekrise zu bewältigen. Die Biden-Regierung wurde zu möglichen Ölgeschäften mit Saudi-Arabien, Venezuela und dem Iran gedrängt, die eine Erhöhung der Ölproduktion zur Folge hätten.
Der katarische Energieminister Saad Sherida al-Kaabi erklärte, dass es „eine riesige Nachfrage von allen unseren Kunden gibt, und wir können leider nicht alle bedienen. Meiner Meinung nach liegt das leider daran, dass der Markt nicht genug in die [Gas-]Industrie investiert“.
Die Präsidentin der Europäischen Kommission, Ursula von der Leyen, sagte: „Europa ist heute zu sehr auf Gas angewiesen und zu sehr von Gasimporten abhängig. Die Antwort liegt in der Diversifizierung unserer Lieferanten ... und vor allem in der Beschleunigung des Übergangs zu sauberer Energie.“
Der EU-Kommissar für Klimapolitik, Frans Timmermans, schlug vor, dass „die beste Antwort auf dieses Problem heute darin besteht, unsere Abhängigkeit von fossilen Brennstoffen zu verringern“.
Ende Oktober 2021 dementierte der russische Botschafter Andrei Kelin, dass Russland Gaslieferungen aus politischen Gründen zurückhält. Nach Angaben des Botschafters wurden die Erdgaslieferungen durch die Ukraine für November 2021 um bis zu 15 % erhöht, aber es war unklar, ob diese Erhöhung unmittelbare Auswirkungen auf die Erdgasversorgung in Europa haben würde. Außerdem werde eine solche Erhöhung der Gaslieferungen durch die mangelnde Modernisierung der ukrainischen Gaspipelines behindert, so die Quelle.

### 2022
In der ersten gemeinsamen Aktion nach der Invasion, die am 1. März 2022 vereinbart wurde, verpflichteten sich die IEA-Mitgliedsländer zur Freigabe von 62,7 Millionen Barrel aus den Erdölnotvorräten. Am 1. April einigten sie sich darauf, weitere 120 Millionen Barrel aus den Notvorräten zur Verfügung zu stellen – die größte Freigabe von Vorräten in der Geschichte der IEA, die mit der Freigabe zusätzlicher Barrel aus der strategischen Erdölreserve der USA zusammenfiel. Die beiden koordinierten Abrufe im Jahr 2022 sind die vierte und fünfte in der Geschichte der 1974 gegründeten IEA. Frühere gemeinsame Aktionen wurden 1991, 2005 und 2011 durchgeführt.
Die IEA hat auch Aktionspläne zur Senkung des Ölverbrauchs mit unmittelbarer Wirkung veröffentlicht sowie Pläne, wie Europa seine Abhängigkeit von russischem Gas verringern kann und wie die Bürger ihren Energieverbrauch reduzieren können. Dazu gehört ein 10-Punkte-Aktionsplan, um die Abhängigkeit der EU von russischem Erdgas zu verringern.

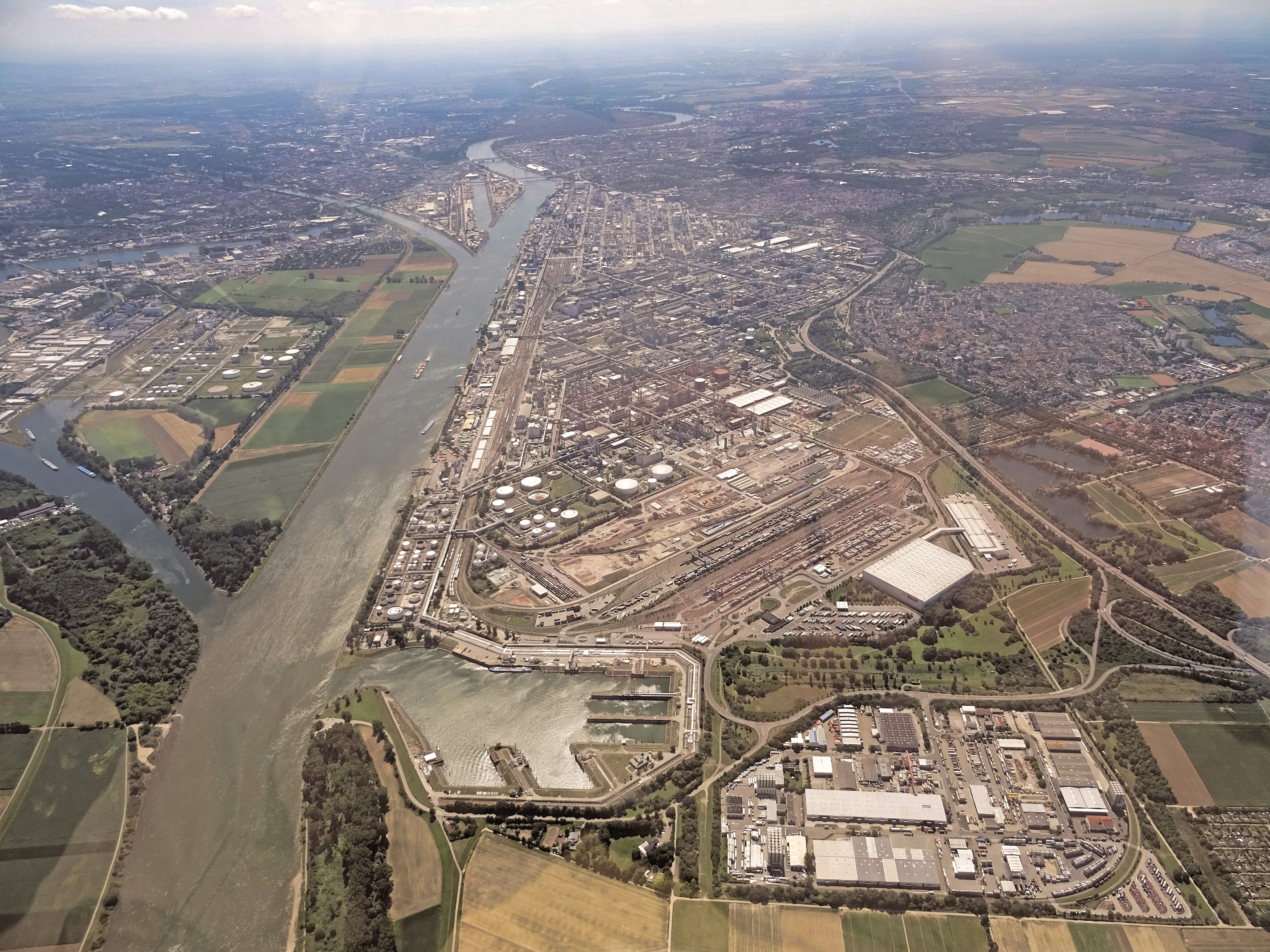
Das deutsche Chemieunternehmen BASF war gezwungen, die Produktion zu drosseln

Der deutsche Bundeskanzler Olaf Scholz kündigte Pläne zum Bau von zwei neuen LNG-Terminals an. Wirtschaftsminister Robert Habeck erklärte, Deutschland habe eine langfristige Energiepartnerschaft mit Katar, einem der weltweit größten Exporteure von verflüssigtem Erdgas, vereinbart. Habeck sagte, Deutschland wolle die Einfuhr von russischem Erdgas bis Mitte 2024 beenden. Im Mai 2022 schlug die Europäische Kommission ein teilweises Verbot von Öleinfuhren aus Russland vor und genehmigte es, als Teil der wirtschaftlichen Reaktion auf die russische Invasion in der Ukraine. Am 18. Mai 2022 veröffentlichte die Europäische Union Pläne, ihre Abhängigkeit von russischem Erdöl, Erdgas und Kohle bis 2027 zu beenden.
Am 13. Juli 2022 äußerte der Kreml die Hoffnung, dass ein Besuch von Präsident Biden in Saudi-Arabien zur Ankurbelung der OPEC-Ölproduktion dort keine antirussischen Stimmungen schüren wird. Russland ist nach Saudi-Arabien der größte Öl- und Gasexporteur und genießt im Rahmen der OPEC-Gruppe eine sehr geschätzte Zusammenarbeit mit dem arabischen Land. Bei den derzeitigen Fördermengen haben die großen Golferzeuger jedoch nur wenig zu entbehren, und Russland macht die internationalen Sanktionen für die weltweit gestiegenen Energiepreise verantwortlich.
Seit dem G7-Treffen im Juni 2022 kursierten Pläne, den Preis für russische Energierohstoffe zu deckeln, wie es ursprünglich von US-Finanzministerin Janet Yellen und EU-Kommissionspräsidentin Ursula von der Leyen vorgeschlagen worden war, um das Preisniveau für westliche Länder zu senken und Russland um seine Gewinne zu bringen. Nachdem die G7-Finanzminister ihre Absicht geäußert hatten, eine Preisobergrenze einzuführen, antwortete ein Kreml-Sprecher: „Unternehmen, die eine Preisobergrenze einführen, werden nicht zu den Empfängern von russischem Öl gehören.“ Auch Energieanalysten äußerten sich skeptisch, dass eine Preisobergrenze realistisch sei, da die Koalition „nicht breit genug“ sei; die OPEC+ nannte den Plan „absurd“. Wahrscheinlich werden die USA und die EU versuchen, den Plan durchzusetzen, indem sie Russlands Zugang zu westlichen Versicherungsleistungen einschränken.
Im Juni 2022 stimmte die Regierung der Vereinigten Staaten zu, dem italienischen Unternehmen Eni und dem spanischen Unternehmen Repsol zu erlauben, Öl aus Venezuela nach Europa zu importieren, um Ölimporte aus Russland zu ersetzen. Der französische Finanzminister Bruno Le Maire erklärte, dass Frankreich mit den Vereinigten Arabischen Emiraten verhandelt habe, um einen Teil der russischen Ölimporte zu ersetzen.
Darüber hinaus unterzeichneten Israel, Ägypten und die Europäische Union am 15. Juni 2022 ein trilaterales Abkommen zur Steigerung der Erdgasverkäufe an europäische Länder, die nach alternativen Energiequellen suchen, um ihre Abhängigkeit von russischen Energielieferungen zu verringern. Im Juli 2022 unterzeichnete die Europäische Kommission ein Abkommen mit Aserbaidschan zur Steigerung der Erdgasimporte.
Im August 2022 empfahlen Politikspezialisten des Internationalen Währungsfonds den Regierungen, Steuern auf unvorhergesehene Gewinne einzuführen, die auf wirtschaftliche Renten im Energiesektor abzielen und erneuerbare Energien ausschließen, um deren weitere Entwicklung nicht zu behindern.
Am 29. September 2022 legte Deutschland ein 200-Milliarden-Euro-Programm zur Unterstützung von Industrie und Haushalten vor. Der deutsche Wirtschaftsminister Robert Habeck beklagte, dass die Vereinigten Staaten und andere „befreundete“ Gaslieferländer mit „astronomischen Preisen“ vom Ukraine-Krieg profitierten. Er forderte mehr Solidarität seitens der USA, um die energiebedürftigen Verbündeten in Europa zu unterstützen. Der französische Präsident Emmanuel Macron kritisierte die Vereinigten Staaten, Norwegen und andere „befreundete“ Erdgaslieferanten für die extrem hohen Preise ihrer Lieferungen: „Die Europäer zahlen das Vierfache des Preises, den ihr an eure Industrie verkauft. Das ist nicht gerade der Sinn von Freundschaft“. In den letzten zehn Jahren lag der deutsche Spotpreis für Strom die meiste Zeit über unter 40 € pro MWh. Im Jahr 2022 sind die Spotpreise im Durchschnitt auf über 200 € gestiegen.
Die Erdgaspreise in Europa erreichten ihren Höchststand im September 2022 mit einem Vielfachen von etwa 25 im Vergleich zu zwei Jahren zuvor. Obwohl die Gaspreise auf dem Spotmarkt derzeit schnell fallen, werden die Kosten für die Verteilung von Gas im kommenden Jahr immer noch bei 150 € pro MWh liegen, was einem Vielfachen von etwa sieben entspricht.
Nach Angaben der IEA könnten etwa 100 Millionen Menschen, die Zugang zu sauberen Kochgelegenheiten haben, wieder auf ungesundes Kochen umsteigen, und 75 Millionen Menschen, die seit kurzem Zugang zu Strom haben, könnten sich diesen nicht mehr leisten.
Im Allgemeinen können viele Einwohner ihre Energiekosten nicht mehr bezahlen. Die Regierungen in ganz Europa haben reagiert – laut Bruegel wurden 674 Milliarden Euro bereitgestellt, davon allein 264 Milliarden Euro in Deutschland, um Unternehmen und Verbraucher vor steigenden Energiekosten zu schützen.
Das LNG-Terminal in Wilhelmshaven – das erste von mehreren neuen deutschen LNG-Terminals, die nach dem russischen Einmarsch in der Ukraine mit einem verkürzten Genehmigungsverfahren eröffnet werden – erhielt Mitte Dezember seine erste LNG-Ladung, um den Inbetriebnahmeprozess des neuen Terminals einzuleiten. Bei der Ladung handelte es sich um US-amerikanisches Erdgas, das vom kürzlich eröffneten Venture Global LNG-Terminal in Louisiana transportiert worden war.

## EU-Sofortmaßnahmen
Seit den letzten Monaten des Jahres 2021 und bis heute hat Europa einen beispiellosen Anstieg der Gas- und Energiepreise erlebt, insbesondere nach dem Einmarsch Russlands in die Ukraine, wo Russland seine Gasproduktion und -exporte in die EU-Länder reduziert hat. Russland gilt als wichtigster Lieferant von Erdgas, Erdöl und Kohle für die Europäische Union. Dennoch waren die Beziehungen zwischen der Europäischen Union und Russland nach der Haltung der Europäischen Union und ihrer Mitgliedstaaten zum russischen Einmarsch in der Ukraine sehr angespannt. Nach Angaben des Rates der Europäischen Union hat die EU beschlossen, die Kohleeinfuhren aus Russland im August 2022 zu verbieten, und verweigert seit September 2022 90 % der russischen Öleinfuhren. Die EU hat zu Beginn des Ukraine-Krieges 3,5 % ihrer Einnahmen auf die Öl- und Gasproduktion konzentriert.
Dieser Streit zwischen Russland und der Europäischen Union hat zu einem Anstieg der Gas- und Strompreise geführt. Die europäischen Bürgerinnen und Bürger zahlen diesen höheren Preis, um ihre täglichen Bedürfnisse zu befriedigen, und die Industrie- und Handelsunternehmen, die Energie für die Herstellung ihrer Produkte verwenden, was zu einem Anstieg der Inflationsrate in Europa, höheren Preisen, einem Rückgang der Kaufkraft der Bürgerinnen und Bürger und damit zum Schrumpfen der europäischen Wirtschaft führen wird. Die hohen Ölpreise haben zu einer Abwertung des Euro und einer importierten Inflation geführt.
In dieser Hinsicht steht die Europäische Union vor einer großen Herausforderung und unter dem Druck der europäischen Verbraucher und der kleinen und mittleren Unternehmen (KMU), Lösungen zu finden, um die Auswirkungen dieser Krise zu verringern. Daher schlägt die Europäische Kommission Maßnahmen und dringende Aktionen vor, um die Kosten der Rechnungen zu senken und Verbraucher und Unternehmen zu schützen. 82 % der Unternehmen in der EU sind besorgt über die Energiekrise, wobei 60 % der Unternehmen diese als ein großes Problem ansehen. Laut einer im Jahr 2022 durchgeführten Umfrage verringert eine erhebliche Unsicherheit auch die Investitionen in die Energieeffizienz um 4 Prozentpunkte. Dies wird noch verstärkt, wenn Klimainvestitionen einbezogen werden.
Ein Beispiel für den starken Anstieg der Energie- und Lebensmittelpreise seit dem Einmarsch Russlands in der Ukraine ist der Anteil der energiearmen deutschen Haushalte – d. h. derjenigen, die mehr als 10 % ihres Nettoeinkommens für Energierechnungen ausgeben –, der sich seit 2021 auf 41 % verdoppelt hat.

### Entkopplung von Gas- und Strompreisen
Die Debatte über die Mechanismen zur Reform des Energie- und Strommarktes angesichts dieser Krise hat sich in Europa intensiviert. Ein Lösungsvorschlag ist die Entkopplung der Gaspreise von den Strompreisen. Wie die Präsidentin der Europäischen Kommission, Ursula von der Leyen, in ihrer Rede zur Lage der Nation 2022 erklärte: „Das derzeitige Design des Strommarktes wird den Verbrauchern nicht mehr gerecht. Sie sollten von den Vorteilen der kostengünstigen erneuerbaren Energiequellen profitieren. Deshalb müssen wir den dominierenden Einfluss von Gas auf den Strompreis auflösen. Deshalb nehmen wir eine tiefgreifende und umfassende Reform des Strommarktes in Angriff.“
So haben Spanien und Portugal im April 2022 von der Europäischen Kommission die vorläufige Genehmigung erhalten, einen maximalen Gaspreis von 50 Euro/MWh für ein ganzes Jahr festzulegen. Diese Entscheidung und der Verstoß gegen die europäischen Marktregeln waren gerechtfertigt, weil Spanien und Portugal Gas aus nordafrikanischen Pipelines beziehen können und daher nicht in erster Linie von russischem Gas abhängig sind, was sie in eine sichere Position bringt.
Die europäischen Kunden senkten nach Preiserhöhungen ihren Gasverbrauch im August 2022 um 23 % und im Jahr 2022 insgesamt um 7 % im Vergleich zum Durchschnitt der vorhergehenden drei Jahre.

### Reduzierung der Stromnachfrage
Laut Marc-Antoine Eyl-Mazzega, dem Direktor des Energie- und Klimazentrums am französischen Institut für internationale Beziehungen, ist Europa nicht mehr der Kontinent der Stabilität und des Friedens, der es einmal war. Heute hat es im weltweiten Vergleich die höchsten Energiekosten, und die strategischen Konkurrenten haben einen Vorteil gegenüber den europäischen Akteuren.
Im August 2022 wurde eine Verordnung verabschiedet, in der sich die Mitgliedstaaten verpflichten, ihre Gasnachfrage um 15 % zu senken. Dies könnte mit für sie geeigneten Maßnahmen umgesetzt werden. Obwohl die Verabschiedung dieser Verordnung freiwillig war, kann der Europäische Rat die Nachfrage nach Gas verpflichtend reduzieren, wenn er auf die Versorgungssicherheit angewiesen ist.
Die Senkung des Energieverbrauchs ist ein zentrales Thema der Diskussion und Debatte in Europa. Das Europäische Parlament und andere wichtige EU-Institutionen haben sich verpflichtet, die Heizung zu reduzieren, um Energie zu sparen. So haben beispielsweise die Büros der Europäischen Kommission ihre Heiz- und Befeuchtungstemperaturen um 2 °C gesenkt.
Die Europäische Kommission hat den REPowerEU-Plan vorgeschlagen, um die Abhängigkeit der EU von russischen Energielieferungen zu verringern, indem sie den Übergang der EU zu sauberer Energie beschleunigt. Die Kommission skizzierte ein Konzept, das zur Beschleunigung der Energiewende in der EU beitragen wird, indem es den Einsatz von Wasserstoff beschleunigt, das sogenannte Wasserstoff-Beschleunigungskonzept. Dieser Plan zielt darauf ab, bis 2030 jeweils 10 Millionen Tonnen erneuerbaren Wasserstoff in der EU zu produzieren und zu importieren (REPowerEU).
In einem Vermerk, in dem kurzfristige Maßnahmen zur Entspannung der Energiesituation hervorgehoben werden, haben der Präsident der EU-Kommission und ihre Mitglieder Aufgabenbereiche genannt, in denen die Mitgliedstaaten handeln sollten. Eine Verordnung zur Füllung der Gasspeicher, zur Diversifizierung der Energieversorgungsquellen und zur Verpflichtung zur Senkung der Energienachfrage um 15 Prozent haben die EU-Mitgliedstaaten in diesem Winter verabschiedet. Damit sind die unterirdischen Gasreserven in der EU zu 83 Prozent gefüllt.

### Sondersteuer
Stromerzeugungsunternehmen und Unternehmen, die im Bereich der fossilen Brennstoffe tätig sind, haben aufgrund der aktuellen Marktsituation in Europa unerwartete Gewinne erzielt, was die Europäische Kommission dazu veranlasst hat, diesen Unternehmen als vorübergehende Maßnahme zur Begrenzung der Auswirkungen der Krise Pflichtbeiträge aufzuerlegen.
Die befristete Sondersteuer wurde auf die steuerpflichtigen Gewinne im Jahr 2022 und zu einem Satz von mindestens 33 % der Überschussgewinne in den Sektoren Öl, Gas, Kohle und Raffinerie berechnet. Diese Beiträge werden an alle europäischen Verbraucher umverteilt.